# Nationals d'Ottawa
Les Nationals d'Ottawa sont une franchise professionnelle de hockey sur glace qui évolue pendant une saison dans l'Association mondiale de hockey (AMH).

## Histoire
Annoncée à l'origine en Ontario, à Toronto, la franchise ne peut s'installer dans le Maple Leaf Gardens faute d'accord. Doug Michel espère ensuite installer l'équipe à Hamilton mais c'est finalement à Ottawa qu'elle s'établit en 1972 alors que Nick Trbovich devient propriétaire majoritaire, Doug Michel devenant directeur des opérations.
La franchise, entraînée par Billy Harris, joue ses matchs dans le Ottawa Civic Centre. Le premier match de l'équipe est disputé le 11 octobre 1972 à Ottawa contre les Oilers de l'Alberta et se solde par une défaite 4-7. La première victoire des Nationals a lieu lors du quatrième match de la franchise sur le score de 6-2 contre les Cougars de Chicago. Après un début de saison satisfaisant avec 12 victoires contre seulement 10 défaites et 1 match nul, les Nationals ne gagnent que 7 de leurs 31 matchs suivants pour se classer à la dernière place de la division Est. Ils se reprennent ensuite pour terminer avec 35 victoires pour 39 défaites et 4 matchs nuls, se classent à la quatrième place de la division et se qualifient pour les séries éliminatoires.
La franchise n'attire pas le public et enregistre une moyenne de 3 000 spectateurs par match. Avant la fin de la saison, la ville d'Ottawa demande un dépôt de garantie de 100 000 dollars pour la saison suivante. Plutôt que d'accéder à cette demande, les Nationals envisagent de déménager et disputent même leurs séries éliminatoires à Toronto et sont alors connus comme les Nationals de Toronto. Ils sont ensuite vendus à John F. Bassett et restent à Toronto où ils deviennent les Toros de Toronto en 1973.
Le meilleur joueur de la franchise est Wayne Carleton qui termine avec 42 buts, 49 aides et 91 points. Dans les buts, Gilles Gratton est le gardien titulaire et remporte 25 victoires avec une moyenne de 3,71 buts encaissés ; sa doublure, Les Binkley, gagne quant à lui 10 matchs et termine avec une moyenne de 3,72 buts.

## Saison régulière

### Statistiques
| Saison  | PJ | V  | D  | N | Pts | BP  | BC  | Pun  | % V    |
| ------- | -- | -- | -- | - | --- | --- | --- | ---- | ------ |
| 1972–73 | 78 | 35 | 39 | 4 | 74  | 279 | 301 | 1067 | 47,4 % |

### Match après match
Ces tableaux reprennent les résultats de l'équipe au cours de la saison, l'équipe visiteuse étant inscrite en première.
| N° | Date         | Visiteur                          | Résultat  | Score | Domicile                          | Bilan   | Pts |
| -- | ------------ | --------------------------------- | --------- | ----- | --------------------------------- | ------- | --- |
| 1  | 11 octobre   | Oilers de l'Alberta               | défaite   | 7–4   | Nationals d'Ottawa                | 0–1–0   | 0   |
| 2  | 14 octobre   | Nationals d'Ottawa                | défaite   | 6–8   | Golden Blades de New York         | 0–2–0   | 0   |
| 3  | 15 octobre   | Crusaders de Cleveland            | défaite   | 7–5   | Nationals d'Ottawa                | 0–3–0   | 0   |
| 4  | 19 octobre   | Cougars de Chicago                | victoire  | 2–6   | Nationals d'Ottawa                | 1–3–0   | 2   |
| 5  | 21 octobre   | Nationals d'Ottawa                | victoire  | 5–3   | Crusaders de Cleveland            | 2–3–0   | 4   |
| 6  | 22 octobre   | Nationals d'Ottawa                | victoire  | 3–2   | Nordiques de Québec               | 3–3–0   | 6   |
| 7  | 25 octobre   | Nationals d'Ottawa                | victoire  | 8–5   | Sharks de Los Angeles             | 4–3–0   | 8   |
| 8  | 26 octobre   | Nationals d'Ottawa                | défaite   | 3–7   | Aeros de Houston (AMH)            | 4–4–0   | 8   |
| 9  | 28 octobre   | Nationals d'Ottawa                | victoire  | 5–3   | Blazers de Philadelphie           | 5–4–0   | 10  |
| 10 | 2 novembre   | Sharks de Los Angeles             | match nul | 1–1   | Nationals d'Ottawa                | 5–4–1   | 11  |
| 11 | 5 novembre   | Nationals d'Ottawa                | victoire  | 5–3   | Oilers de l'Alberta               | 6–4–1   | 13  |
| 12 | 9 novembre   | Jets de Winnipeg                  | défaite   | 4–1   | Nationals d'Ottawa                | 6–5–1   | 13  |
| 13 | 12 novembre  | Blazers de Philadelphie           | victoire  | 1–2   | Nationals d'Ottawa                | 7–5–1   | 15  |
| 14 | 16 novembre  | Nationals d'Ottawa                | défaite   | 3–6   | Crusaders de Cleveland            | 7–6–1   | 15  |
| 15 | 18 novembre  | Nationals d'Ottawa                | défaite   | 2–3   | Whalers de la Nouvelle-Angleterre | 7–7–1   | 15  |
| 16 | 20 novembre  | Nationals d'Ottawa                | défaite   | 5–7   | Whalers de la Nouvelle-Angleterre | 7–8–1   | 15  |
| 17 | 21 novembre  | Nordiques de Québec               | victoire  | 2–4   | Nationals d'Ottawa                | 8–8–1   | 17  |
| 18 | 23 novembre  | Cougars de Chicago                | défaite   | 8–1   | Nationals d'Ottawa                | 8–9–1   | 17  |
| 19 | 26 novembre  | Oilers de l'Alberta               | défaite   | 2–1   | Nationals d'Ottawa                | 8–10–1  | 17  |
| 20 | 28 novembre  | Fighting Saints du Minnesota      | victoire  | 2–3   | Nationals d'Ottawa                | 9–10–1  | 19  |
| 21 | 30 novembre  | Crusaders de Cleveland            | victoire  | 2–3   | Nationals d'Ottawa                | 10–10–1 | 21  |
| 22 | 1er décembre | Nationals d'Ottawa                | victoire  | 4–3   | Jets de Winnipeg (1972-1996)      | 11–10–1 | 23  |
| 23 | 3 décembre   | Aeros de Houston                  | victoire  | 4–5   | Nationals d'Ottawa                | 12–10–1 | 25  |
| 24 | 4 décembre   | Nationals d'Ottawa                | défaite   | 2–7   | Whalers de la Nouvelle-Angleterre | 12–11–1 | 25  |
| 25 | 7 décembre   | Whalers de la Nouvelle-Angleterre | défaite   | 4–2   | Nationals d'Ottawa                | 12–12–1 | 25  |
| 26 | 9 décembre   | Nationals d'Ottawa                | défaite   | 1–7   | Blazers de Philadelphie           | 12–13–1 | 25  |
| 27 | 10 décembre  | Nordiques de Québec               | victoire  | 6–7   | Nationals d'Ottawa                | 13–13–1 | 27  |
| 28 | 14 décembre  | Golden Blades de New York         | défaite   | 4–3   | Nationals d'Ottawa                | 13–14–1 | 27  |
| 29 | 15 décembre  | Nationals d'Ottawa                | victoire  | 4–3   | Oilers de l'Alberta               | 14–14–1 | 29  |
| 30 | 17 décembre  | Nationals d'Ottawa                | défaite   | 1–3   | Oilers de l'Alberta               | 14–15–1 | 29  |
| 31 | 19 décembre  | Nationals d'Ottawa                | défaite   | 3–7   | Nordiques de Québec               | 14–16–1 | 29  |
| 32 | 21 décembre  | Sharks de Los Angeles             | match nul | 4–4   | Nationals d'Ottawa                | 14–16–2 | 30  |
| 33 | 22 décembre  | Nationals d'Ottawa                | défaite   | 5–7   | Golden Blades de New York         | 14–17–2 | 30  |
| 34 | 24 décembre  | Nordiques de Québec               | victoire  | 2–6   | Nationals d'Ottawa                | 15–17–2 | 32  |
| 35 | 26 décembre  | Aeros de Houston                  | match nul | 3–3   | Nationals d'Ottawa                | 15–17–3 | 33  |
| 36 | 30 décembre  | Nationals d'Ottawa                | victoire  | 4–2   | Cougars de Chicago                | 16–17–3 | 35  |
| 37 | 31 décembre  | Nationals d'Ottawa                | défaite   | 4–8   | Nordiques de Québec               | 16–18–3 | 35  |
| 38 | 4 janvier    | Nationals d'Ottawa                | défaite   | 4–9   | Golden Blades de New York         | 16–19–3 | 35  |
| 39 | 9 janvier    | Nordiques de Québec               | victoire  | 5–7   | Nationals d'Ottawa                | 17–19–3 | 37  |
| 40 | 11 janvier   | Golden Blades de New York         | victoire  | 1–4   | Nationals d'Ottawa                | 18–19–3 | 39  |
| 41 | 12 janvier   | Nationals d'Ottawa                | défaite   | 3–4   | Blazers de Philadelphie           | 18–20–3 | 39  |
| 42 | 14 janvier   | Nationals d'Ottawa                | défaite   | 2–3   | Fighting Saints du Minnesota      | 18–21–3 | 39  |
| 43 | 16 janvier   | Nationals d'Ottawa                | défaite   | 4–5   | Nordiques de Québec               | 18–22–3 | 39  |
| 44 | 18 janvier   | Fighting Saints du Minnesota      | victoire  | 3–6   | Nationals d'Ottawa                | 19–22–3 | 41  |
| 45 | 19 janvier   | Nationals d'Ottawa                | défaite   | 2–4   | Blazers de Philadelphie           | 19–23–3 | 41  |
| 46 | 21 janvier   | Nationals d'Ottawa                | défaite   | 2–5   | Aeros de Houston (AMH)            | 19–24–3 | 41  |
| 47 | 23 janvier   | Nationals d'Ottawa                | défaite   | 3–11  | Aeros de Houston (AMH)            | 19–25–3 | 41  |
| 48 | 25 janvier   | Whalers de la Nouvelle-Angleterre | défaite   | 4–2   | Nationals d'Ottawa                | 19–26–3 | 41  |
| 49 | 26 janvier   | Nationals d'Ottawa                | défaite   | 2–4   | Fighting Saints du Minnesota      | 19–27–3 | 41  |
| 50 | 28 janvier   | Jets de Winnipeg                  | défaite   | 5–4   | Nationals d'Ottawa                | 19–28–3 | 41  |
| 51 | 30 janvier   | Blazers de Philadelphie           | défaite   | 5–4   | Nationals d'Ottawa                | 19–29–3 | 41  |
| 52 | 1er février  | Nationals d'Ottawa                | match nul | 2–2   | Crusaders de Cleveland            | 19–29–4 | 42  |
| 53 | 2 février    | Nationals d'Ottawa                | défaite   | 1–4   | Cougars de Chicago                | 19–30–4 | 42  |
| 54 | 4 février    | Crusaders de Cleveland            | défaite   | 3–2   | Nationals d'Ottawa                | 19–31–4 | 42  |
| 55 | 6 février    | Blazers de Philadelphie           | victoire  | 3–5   | Nationals d'Ottawa                | 20–31–4 | 44  |
| 56 | 8 février    | Golden Blades de New York         | défaite   | 3–2   | Nationals d'Ottawa                | 20–32–4 | 44  |
| 57 | 9 février    | Nationals d'Ottawa                | victoire  | 7–4   | Whalers de la Nouvelle-Angleterre | 21–32–4 | 46  |
| 58 | 11 février   | Nationals d'Ottawa                | défaite   | 2–3   | Golden Blades de New York         | 21–33–4 | 46  |
| 59 | 14 février   | Nationals d'Ottawa                | victoire  | 6–3   | Nordiques de Québec               | 22–33–4 | 48  |
| 60 | 15 février   | Nationals d'Ottawa                | défaite   | 0–3   | Fighting Saints du Minnesota      | 22–34–4 | 48  |
| 61 | 17 février   | Nationals d'Ottawa                | victoire  | 3–1   | Cougars de Chicago                | 23–34–4 | 50  |
| 62 | 20 février   | Sharks de Los Angeles             | défaite   | 4–2   | Nationals d'Ottawa                | 23–35–4 | 50  |
| 63 | 22 février   | Blazers de Philadelphie           | défaite   | 6–5   | Nationals d'Ottawa                | 23–36-4 | 50  |
| 64 | 25 février   | Oilers de l'Alberta               | victoire  | 2–3   | Nationals d'Ottawa                | 24–36–4 | 52  |
| 65 | 27 février   | Crusaders de Cleveland            | victoire  | 1–2   | Nationals d'Ottawa                | 25–36–4 | 54  |
| 66 | 1er mars     | Golden Blades de New York         | victoire  | 1–2   | Nationals d'Ottawa                | 26–36–4 | 56  |
| 67 | 4 mars       | Cougars de Chicago                | victoire  | 4–6   | Nationals d'Ottawa                | 27–36–4 | 58  |
| 68 | 6 mars       | Jets de Winnipeg                  | victoire  | 2–5   | Nationals d'Ottawa                | 28–36–4 | 60  |
| 69 | 11 mars      | Nationals d'Ottawa                | défaite   | 2–4   | Sharks de Los Angeles             | 28–37–4 | 60  |
| 70 | 13 mars      | Nationals d'Ottawa                | victoire  | 3–1   | Sharks de Los Angeles             | 29–37–4 | 62  |
| 71 | 16 mars      | Nationals d'Ottawa                | victoire  | 6–1   | Jets de Winnipeg (1972-1996)      | 30–37–4 | 64  |
| 72 | 18 mars      | Nationals d'Ottawa                | victoire  | 4–2   | Jets de Winnipeg (1972-1996)      | 31–37–4 | 66  |
| 73 | 22 mars      | Whalers de la Nouvelle-Angleterre | victoire  | 2–4   | Nationals d'Ottawa                | 32–37–4 | 68  |
| 74 | 25 mars      | Fighting Saints du Minnesota      | victoire  | 1–6   | Nationals d'Ottawa                | 33–37–4 | 70  |
| 75 | 27 mars      | Nordiques de Québec               | victoire  | 2–6   | Nationals d'Ottawa                | 34–37–4 | 72  |
| 76 | 29 mars      | Whalers de la Nouvelle-Angleterre | victoire  | 2–5   | Nationals d'Ottawa                | 35–37–4 | 74  |
| 77 | 31 mars      | Nationals d'Ottawa                | défaite   | 2–4   | Crusaders de Cleveland            | 35–38–4 | 74  |
| 78 | 1er avril    | Aeros de Houston                  | défaite   | 6–3   | Nationals d'Ottawa                | 35–39–4 | 74  |

## Séries éliminatoires
Les Nationals sont opposés aux Whalers de la Nouvelle-Angleterre, meilleure équipe de la saison avec 94 points. Les Nationals perdent les deux premiers matchs disputés chez leurs adversaires avant de remporter le match suivant à domicile. Ils perdent cependant le quatrième match, disputé lui aussi à Ottawa, avant d'être éliminés en s'inclinant lors du cinquième match de la série.

## Joueurs
Vingt-six joueurs dont trois gardiens ont porté les couleurs des nationals durant cette unique saison.
| N° | Joueur          | Position |    | Saison régulière | Saison régulière | Saison régulière | Saison régulière | Saison régulière |   | Séries éliminatoires | Séries éliminatoires | Séries éliminatoires | Séries éliminatoires | Séries éliminatoires |
| N° | Joueur          | Position | PJ | B                | A                | Pts              | Pun              | PJ               | B | A                    | Pts                  | Pun                  |                      |                      |
| 5  | Mike Amodeo     | D        | 61 | 1                | 14               | 15               | 77               | 5                | 0 | 1                    | 1                    | 10                   |                      |                      |
| 10 | Mike Boland     | AD       | 41 | 1                | 15               | 16               | 44               | 1                | 0 | 0                    | 0                    | 0                    |                      |                      |
| 9  | Wayne Carleton  | C        | 75 | 42               | 49               | 91               | 42               | 3                | 3 | 3                    | 6                    | 4                    |                      |                      |
| 16 | Bob Charlebois  | AG       | 78 | 24               | 40               | 64               | 28               | 5                | 1 | 1                    | 2                    | 4                    |                      |                      |
| 23 | Ron Climie      | AG       | 31 | 12               | 19               | 31               | 2                | 4                | 1 | 0                    | 1                    | 2                    |                      |                      |
| 20 | Brian Conacher  | C        | 69 | 8                | 19               | 27               | 32               | 5                | 1 | 3                    | 4                    | 4                    |                      |                      |
| 3  | Rick Cunningham | D        | 78 | 9                | 32               | 41               | 121              | 5                | 1 | 1                    | 2                    | 2                    |                      |                      |
| 24 | John Donnelly   | D        | 15 | 1                | 1                | 2                | 44               | -                | - | -                    | -                    | -                    |                      |                      |
| 6  | Brian Gibbons   | D        | 73 | 7                | 35               | 42               | 62               | 5                | 1 | 2                    | 3                    | 12                   |                      |                      |
| 21 | Jack Gibson     | AG       | 59 | 22               | 13               | 35               | 48               | 1                | 1 | 0                    | 1                    | 0                    |                      |                      |
| -  | Merv Haney      | D        | 7  | 0                | 1                | 1                | 4                | -                | - | -                    | -                    | -                    |                      |                      |
| 12 | Steve King      | A        | 69 | 18               | 34               | 52               | 28               | 5                | 0 | 1                    | 1                    | 7                    |                      |                      |
| 11 | Gavin Kirk      | C        | 78 | 28               | 40               | 68               | 54               | 5                | 2 | 3                    | 5                    | 12                   |                      |                      |
| 19 | Bob Leduc       | A        | 78 | 22               | 33               | 55               | 71               | 5                | 0 | 2                    | 2                    | 4                    |                      |                      |
| 17 | Tom Martin      | AD       | 74 | 19               | 27               | 46               | 27               | 5                | 0 | 5                    | 5                    | 2                    |                      |                      |
| 22 | Chris Meloff    | D        | 28 | 1                | 6                | 7                | 40               | -                | - | -                    | -                    | -                    |                      |                      |
| 15 | Ron Riley       | AG       | 22 | 0                | 5                | 5                | 2                | 2                | 0 | 0                    | 0                    | 0                    |                      |                      |
| 8  | Rick Sentes     | AD       | 74 | 22               | 19               | 41               | 78               | 5                | 3 | 1                    | 4                    | 2                    |                      |                      |
| 14 | Tom Simpson     | AD       | 57 | 10               | 7                | 17               | 44               | 5                | 1 | 0                    | 1                    | 0                    |                      |                      |
| 4  | Ken Stephanson  | D        | 77 | 3                | 16               | 19               | 93               | 5                | 1 | 1                    | 2                    | 8                    |                      |                      |
| 7  | Guy Trottier    | AD       | 72 | 26               | 32               | 58               | 25               | 5                | 1 | 2                    | 3                    | 0                    |                      |                      |
| 2  | Steve Warr      | D        | 72 | 3                | 8                | 11               | 79               | 2                | 0 | 0                    | 0                    | 0                    |                      |                      |

| N° | Joueur         | PJ | V  | D  | N | Moy  | %Arr   | Bl |
| -- | -------------- | -- | -- | -- | - | ---- | ------ | -- |
| 30 | Les Binkley    | 30 | 10 | 17 | 1 | 3,72 | 88,2 % | 0  |
|    | Frank Blum     | 2  |    |    |   | 6,42 | 82,4 % | 0  |
| 33 | Gilles Gratton | 51 | 25 | 22 | 3 | 3,71 | 88,2 % | 0  |